# Emoia mokosariniveikau
Emoia mokosariniveikau — вид сцинкоподібних ящірок родини сцинкових (Scincidae). Ендемік Фіджі.

## Поширення і екологія
Emoia mokosariniveikau мешкають на острові Вануа-Леву та на сусідніх острівцях Друадруа і Гево. Вони живуть в первинних вологих тропічних лісах, на висоті до 500 м над рівнем моря. Ведуть деревний спосіб життя. Відкладають яйця.

## Збереження
МСОП класифікує цей вид як такий, що перебуває під загрозою зникнення. Emoia mokosariniveikau загрожує знищення природного середовища.